# Alberto Fischerman
Alberto Fischerman va ser un director de cinema argentí que va néixer a Buenos Aires, en 1937 i va morir el 12 de març de 1995, degut a una complicació en una operació de cor, després d'una extensa carrera artística. Va estudiar teatre amb Witold Gombrowicz, a qui li va dedicar un documental el 1986. El 1985 va guanyar el premi FIPRESCI al Festival Internacional de Cinema de Sant Sebastià 1985 per Los días de junio.

## Filmografia
Director
- Ya no hay hombres (1991)
- Las puertitas del Sr. López (1988)
- La clínica del Dr. Cureta (1987)
- Gombrowicz, o la seducción (Representado por sus discípulos) (1986)
- Los días de junio (1985)
- De la misteriosa Buenos Aires (1981) (segment El hambre)
- Las sorpresas (1975) (segmento Los pocillos)
- La pieza de Franz (mediometraje) (1973)
- La noche de las cámaras despiertas (1970) (curt Operación no se respira)
- The Players vs. Ángeles caídos (1969)
- Para una despedida (curtmetratge) (1964)
- Quema (curtmetratge) (1962)
- Curso preliminar  (curtmetratge) (1960)

Guionista
- Ya no hay hombres (1991)
- Las puertitas del señor López (1988)
- Gombrowicz, o la seducción (Representado por sus discípulos)  (1986)
- Los días de junio (1985)
- De la misteriosa Buenos Aires (1981)
- La noche de las cámaras despiertas (1970) (curt Operación no se respira)
- The Players vs. Ángeles caídos (1969)

Productor
- Los días de junio (1985)
- Este loco verano (1970)
- La noche de las cámaras despiertas (1970)

Editor
- Lavelli (1996) (televisió)

Assistent de direcció
- Esperando un hermanito (1965)

## Premis i distincions
Festival Internacional de Cinema de Sant Sebastià
| Any  | Categoria      | Pel·lícula        | Resultat  |
| ---- | -------------- | ----------------- | --------- |
| 1985 | Premi FIPRESCI | Los días de junio | Guanyador |